# 子愛観音堂

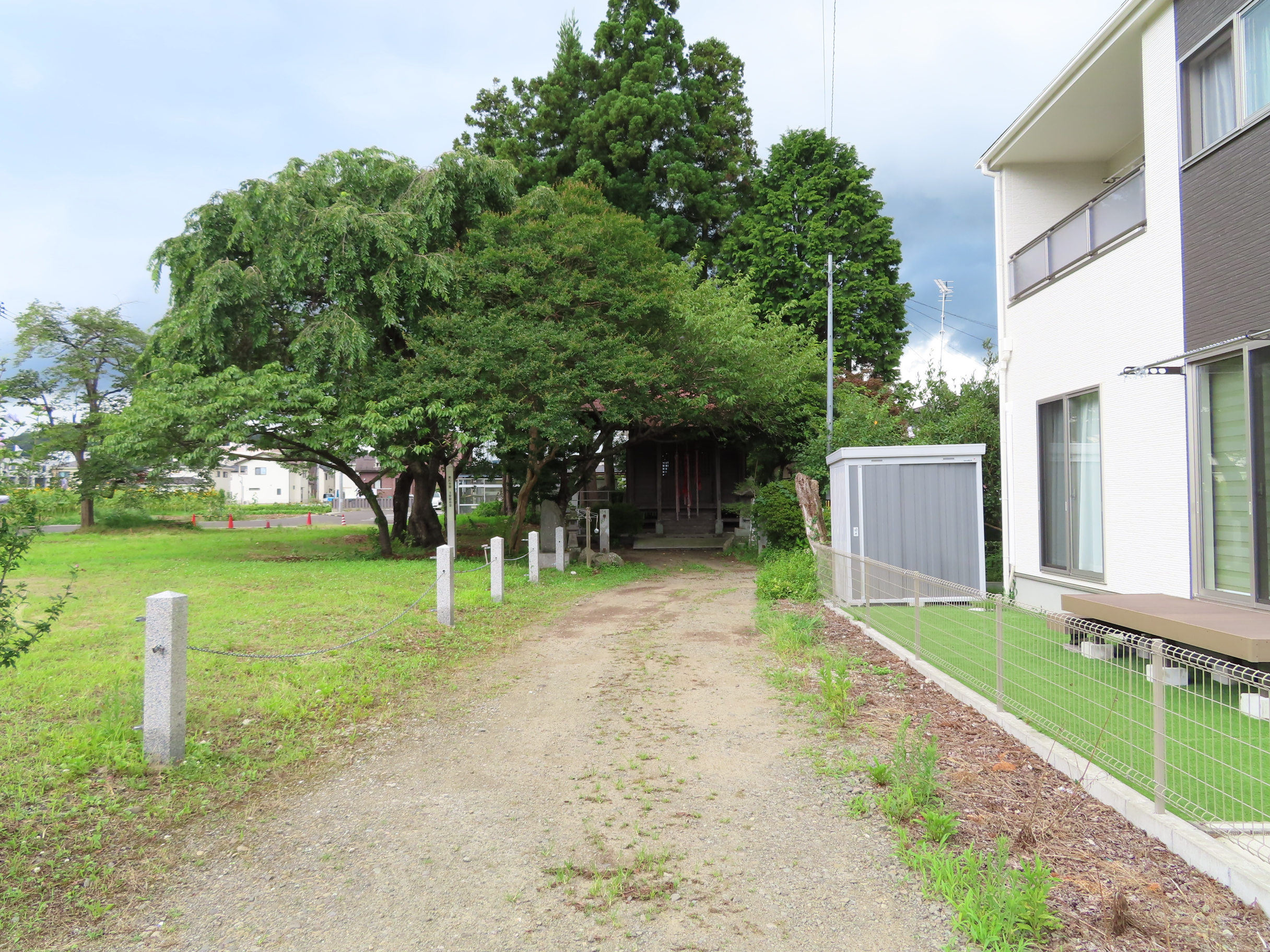
外観（2021年撮影）

子愛観音堂（こあやしかんのんどう）宮城県仙台市青葉区下愛子横町にある仏堂である。子安観音堂（こやすかんのんどう）ともいう。地名「愛子」の語源である。

## 解説
この地に観音堂が置かれた時期は不明である。今は廃寺となった補陀（ほた）寺の境内にあった。江戸時代の『安永風土記書出』によれば、曹洞宗岩松山補陀寺は、元和9年（1623年）2月の開山である。補陀寺の本尊が禅宗らしからぬ大日如来であることから、真言宗の廃寺の再興ではないかとする推測がある。
補陀寺の創建年代にかかわらず、『安永風土記書出』の認識では子愛観音堂は非常に古くからあるもので、愛子の地名の由来であった。当時の本尊は定澄作の長さ6寸の木仏坐像で、文治3年（1187年）9月の銘があったという。
現在では補陀寺の跡はなく、子愛観音堂だけが祀られている。